# Marion Böker
Marion Böker ist eine deutsche Frauenrechtlerin und Menschenrechtsexpertin und die 16. Präsidentin der International Alliance of Women (IAW).
Sie hat einen Master-Abschluss in moderner Geschichte und Massenkommunikation. Sie hat als Dozentin für Politik und später als Beraterin mit Schwerpunkt auf der Umsetzung von Menschenrechten gearbeitet. Sie hat mehrere Bücher und Artikel veröffentlicht.
Böker engagierte sich bei UN WOMEN Deutschland, dem Deutschen Frauenrat, der CEDAW-Allianz Deutschland und der Allianz für UNSCR 1325 in Deutschland. Sie war im internationalen Vorstand der International Alliance of Women und wurde 2021 Präsidentin. Im Jahr 2021 nahm sie an einem von der IAW veranstalteten CSW-Forum teil, in dem sie über die Bedeutung der Frauenbewegung für die Bekämpfung von „Anti-Trans-Stimmen, die immer lauter werden und die feministische Solidarität über Grenzen hinweg bedrohen“, sprach und ihre trans-inklusive Position vertrat.

## Veröffentlichungen
- Mit Giyasettin Sayan: Saddams tödliche Diplomaten in Berlin. Attentat auf kurdischen Studentenkongress vom 1. August 1980 in Berlin (West) bis heute straflos. Evra Verlag, Berlin 2005, ISBN 3-937716-21-1